# Frutillar
Frutillar je mesto in občina v južnem Čilu v regiji Los Lagos. Zaliv Frutillar je na bregovih jezera Llanquihue, največjega jezera v Čilu. Mesto je znano kot »mesto glasbe«.

## Zgodovina
Frutillar so na obali jezera Llanquihue 23. novembra 1856 ustanovili nemški priseljenci, ki so prišli na območje med vlado predsednika Manuela Montta. Prebivalci so zgradili svoje hiše okrog zaliva in se posvetili kmetijstvu in živinoreji, namestili mlekarne, mline, destilarne, usnjarsko hišo in nekatere prodajalne za prodajajo živil in pripomočkov.
Ker je bilo mesto na prehodu med Puerto Monttom in Osornom, se je hitro razvijalo, kar je bilo pomembno za razvoj trgovine.
Nemci so začeli zasedati kmetije, ki jih je izmeril José Decher. Med prvimi naseljenci, ki so zgradili svoje domove okoli zaliva, so bili Wilhelm Kaschel, Heinrich Kuschel, Theodor Niklitschek, Christian Nannig, Christian Winkler in Adams Schmidt. Na obrežju so zgradili pomole in na jezero pripeljali parnike.
Kmetije, ki so se raztezale od jezera do gričev, so bile približno 35 m široke in 4000 m dolge. Večina nemških naseljencev so bili kmetje, ki so se odločili, da se bodo izognili revščini, ki jo je v Evropi povzročila industrijska revolucija.
Leta 1882 je bil ustanovljen nemški klub, prostor za družabna srečanja in delitev najboljših publikacij, ki so prišle v njihovem maternem jeziku. Do danes njegova restavracija ohranja svoj ugled s ponudbo nemških in čilskih jedi. Nato so nastale še druge pomembne organizacije, kot sta Gasilska služba in Rdeči križ.
S prihodom železnice leta 1907 se je zgradila postaja v Frutillar Alto. Danes ima industrijo, storitve, trgovino in pisarno.
Občina je bila ustanovljena 13. novembra 1936, ko se je ločila od Puerto Varas; njen prvi župan je bil Federico Sunkel Dausel (1936-1938).
V upravi so bile javne službe, policija, civilni register in drugi. Leta 1960 so razširili izobraževalno dejavnost z ustanovitvijo nemške in čilske industrijske visoke šole Liceo Polytechnic Ignacio Carrera Pinto.
Leta 1968 so organizirali prve glasbene tedne, leta 1973 pa je bil zgrajen nemški kolonialni muzej. Od 1990-ih je Frutillar doživel razvoj turistične dejavnosti z ohranitvijo nemškega kolonialnega mestnega sloga. Razvili so hotelski sektor, gastronomski, navtični turizem, ribolov na lososa in športni lov. Prva marina z jaht klubom jezera Llanquihue je bila zgrajena leta 2002 s sedežem v Frutillaru.
Skupnost ohranja številne tradicije starih naseljencev, saj so še vedno živi njihovi potomci, kot je v primeru družin Winkler, Kuschel, Kaschel, Niklitschek, Neumann, Nannig, Klesse, Schwerter, Rehbein, Held , Von Bischoffhausen, Schmidt, Sandrock, Hoffmann, Schulz itd.

## Demografija
Po popisu Nacionalnega statističnega inštituta iz leta 2002 je Frutillar obsegal površino 831,4 km2 in imel 15.525 prebivalcev (7948 moških in 7577 žensk). Od tega je 9118 (58,7%) živelo v urbanih območjih in 6407 (41,3%) na podeželskih območjih.

## Znamenitosti
Nemški muzej, Teatro del Lago, Cofradia Nautica de Frutillar in Patagonia Virgin so danes glavne znamenitosti v Frutillaru
Nemški muzej (Museo Colonial Alemán) v središču zaliva Frutillar, je ena najlepših turističnih vasi ob jezeru Llanquihue. Nemška kolonija, ki je leta 1856 prišla v mesto, je zgradila hiše, vodni mlin, skladišče in uredila vrtove. Potomci teh naseljencev so se odločili, da zapustijo te stavbe za muzej, ki prikazuje način življenja. Stoji na brežini s čudovitim razgledom na jezero.
Teatro del Lago (gledališče na jezeru) ponuja koncerte skozi vse leto in stoji ob glavni obalni cesti v zalivu. Gledališče velja za največje v državi in najbolj akustično gledališče, ki je bilo kdaj koli zgrajeno v Južni Ameriki. Vsako leto na glasbenem festivalu, ki poteka konec januarja in prvi teden februarja, tradicionalno izvajajo neprekinjen 2-tedenski koncert, ki se imenuje Semanas Musicales. Ta kulturna dejavnost privabi tisoče obiskovalcev vsako leto.
Cofradia Nautica de Frutillar - Yacht Club je največji in najbolj opremljen jahtni klub, ki je v zalivu 400 m južno od Teatro del Lago, ob obalni cesti Frutillar Bay. Klub deluje vse leto in spodbuja jadranje v vseh kategorijah. Jahalni klub je bil ustanovljen leta 1986. V zalivu so tri šole jadranja, ki jih je ustanovila in jih promovira "Cofradia". Spomladi in poleti jaht klub orgaizira regate v zalivu in okoli jezera.
Patagonia Virgin je nov urbani razvoj, ki bo imel hotele, trgovino, restavracije, igrišče za golf Nicklaus, apartmaje in hiše ter ponujal treking, polo in tenis. Vas, ki je ob vznožju Patagonije Virgin, bo imela več kot 40 trgovin, trgovin in restavracij in nudila oglede divjega gozda in vseh štirih vulkanov, ki stojijo ob jezeru Llanquihue. Vas jee 200 m južno od Yacht Club Cofradia.